# Aeroportul Bryce Canyon
Aeroportul Bryce Canyon (IATA: BCE, ICAO: KBCE, FAA LID: BCE) este un aeroport din Comitatul Garfield, Utah, Utah, Statele Unite ale Americii ce deservește zona Parcul Național Bryce-Canyon. Aeroportul a fost tranzitat în 2019 de 6 pasageri.
Situat la o altitudine de 2.313 m, aeroportul dispune de 1 pistă.

## Infrastructură

### Piste
Aeroportul dispune de o singură pistă. Pista 03/21 are suprafața de asfalt și dimensiunile 7.395 picioare × 75 picioare. 